# Гендрік Бруґманс
Гендрік Бруґманс (нід. Hendrik Brugmans; 13 грудня 1906, Амстердам — 12 березня 1997, Брюгге) — нідерландський політик та науковець, однин з інтелектуальних лідерів Європейського руху, співзасновник та перший президент Союзу європейських федералістів. Ректор Коледжу Європи у Брюгге в 1950 — 1972 роках.

## Життєпис

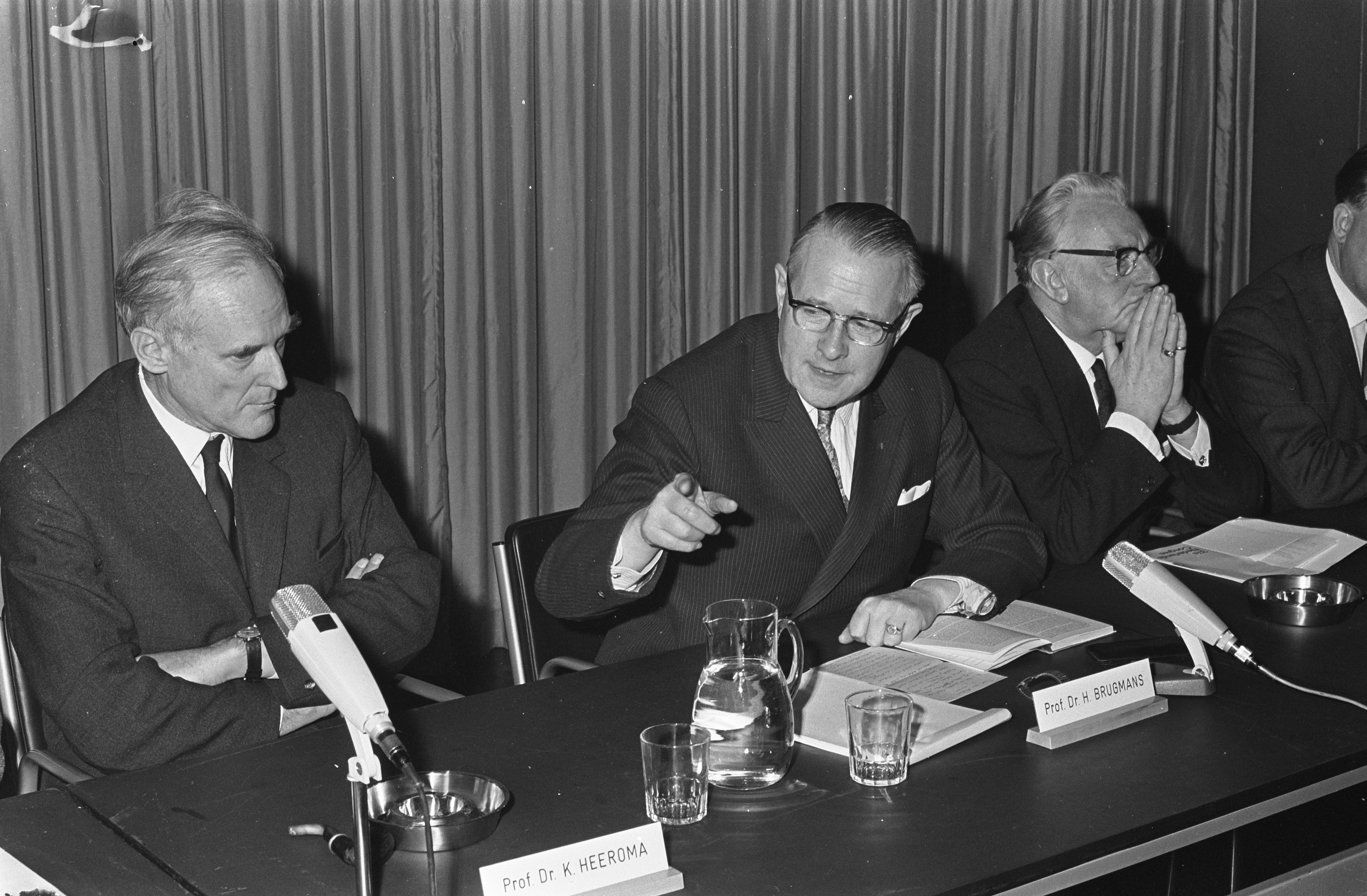
Гендрік Бруґманс на Нідерландському конгресі у Роттердамі. 17 лютого 1967

Гендрік Бруґманс народився 13 грудня 1906 року в Амстердамі, у сім'ї історика Гайо Бруґманса (1868—1939) та Марії Кейзер. Вивчав французьку мову та літературу в Амстердамському університеті, де отримав ступінь доктора у 1934 році, захистивши дисертацію про французького поета і драматурга Жоржа де Порто-Ріша.
Перед Другою світовою війною був членом Палати представників від Соціал-демократичної робітничої партії. У 1939 році він також працював у редакції «Socialisme en Democratie», наукового щомісячного часопису Соціал-демократичної робітничої партії.
Під час війни Бруґманс брав участь в Русі опору, писав статті для підпільного часопису «Accu-vonken». Після війни був прес-секретарем в урядах Шермергорна та Беля.
У 1948 — 1950 роках Бруґманс викладав французьку літературу в Утрехтському університеті. У 1950 році Гендрік Бруґманс був призначений першим ректором Коледжу Європи, одним із головних засновників якого він був, і займав цю посаду до 1972 року, на якій його змінив Єжи Лукашевський. Після відставки був призначений почесним ректором Коледжу Європи а місто Брюгге присвоїло йому статус почесного громадянина.
У 1950 році Бруґманс, який уже був одним із інтелектуальних лідерів Європейського руху, членом-засновником та першим президентом Союзу європейських федералістів. За це у 1951 році Бруґманса нагороджено премією Карла Великого.
З 1972 по 1980 рік Гендрік Бруґманс був екстраординарним професором Левенського католицького університету, відділення Кортрейк, де викладав історію європейської культури.
У 1990 році він отримав першу медаль Мовної спілки від Голландської мовної спілки. Був співзасновником Європейського культурного фонду для розвитку культурного співробітництва в Європі.
Після смерті Бруґманса 1997—1998 навчальний рік Коледжу Європи був названий на його честь. «Лекція Гендріка Бруґманса» у Коледжі Європи проводиться щороку. З 2010 року студенти Коледжу Європи проводячи щорічний футбольний турнір під назвою «Кубок пам'яті Гендріка Бруґманса».

## Особисте життя
Після виходу на пенсію з Коледжу Європи Бруґманс продовжував жити в Брюгге. У Брюгге Бруґманс, кальвініст та агностик, навернувся в католицизм.
У Гендріка Бруґманса від першого шлюбу з Енґеліною Кароліною Мері Кан, вчительки французької мови, була донька Міс. У другому шлюбі він був одружений на Джоанні Брал.

## Публікації
- Karl Marx, 1936.
- Diderot, 1937.
- Personalistische Cultuurpolitiek, 1946.
- Crisis en roeping van het Westen. Twee en een halve eeuw cultuurgeschiedenis, 1952.
- Cité européenne. Programme fédéraliste, Paris, 1950.
- Schets van een Europese samenleving, Rotterdam, 1952.
- Panorama de la pensée fédéraliste, 1956.
- Les origines de la civilisation européenne, 1958.
- L'Europe prend le large, 1961.
- Vingt ans d'Europe: temoignages, 1946—1966 : discours et articles reunis a l'occasion du soixantieme anniversaire de l'auteur. 1966
- La pensée politique du fédéralisme, 1969.
- L'idée européenne 1920—1970, 1970.
- L'Europe des nations, 1970.
- Denkend aan Europa: de charm van één vaderland, 1972.
- Europa voorbij het nulpunt 1969—1975, 1975.
- L'Europe vécue, 1979.
- Levend in Europa. Ontmoetingen en herinneringen, 1980.
- Wij, Europa. Een halve eeuw strijd voor emancipatie en Europees federalisme. Opgetekend door H. Kirsten, 1988.
- Britain and Europe, 1991